# Colón
Colón là một đô thị thuộc bang Querétaro, México. Năm 2005, dân số của đô thị này là 51.625 người. Đô thị này được đặt theo tên của Cristoforo Colombo (Cristóbal Colón, trong tiếng Tây Ban Nha).